# Championnat de Tunisie masculin de handball 1973-1974
Navigation
Saison précédente Saison suivante
La saison 1973-1974 du championnat de Tunisie masculin de handball est la 19e édition de la compétition.
L'Espérance sportive de Tunis, qui a renforcé ses rangs par l'international Hachemi Razgallah qui vient spécialement d'Allemagne de l'Ouest pour les matchs importants, domine largement la compétition en remportant son quatrième doublé consécutif championnat-coupe avec 22 victoires en 22 matchs en championnat et douze points d'avance sur son concurrent le plus sérieux, le Club africain, dominé également en finale de la coupe (20-13). Pourtant ce dernier s'est renforcé par Faouzi Ksouri et Tahar Cheffi (Espérance sportive de Tunis), et par l'arrivée d'une pléiade de jeunes à l'instar de Raouf Ben Samir et Mohamed Saïdi (AH[Quoi ?]), et Béchir Belhaj Ahmed (Sporting Club de Ben Arous). Le troisième du championnat et promu, la Jeunesse sportive omranienne, est dominé avec 22 points.
Ce sont le Club olympique des transports et Widad Montfleury Diffusion qui sont rétrogradés.

## Clubs participants
| - Espérance sportive de Tunis - Club sportif de Hammam Lif - Association sportive des PTT - Club africain - Stade nabeulien - Association sportive d'Hammamet | - Zitouna Sports - Sogitex sportif de Moknine - Association sportive de handball de l'Ariana - Club olympique des transports - Widad Montfleury Diffusion - Jeunesse sportive omranienne |

## Compétition

### Classement
Le barème de points servant à établir le classement se décompose ainsi :
- Victoire : 3 points
- Match nul : 2 points
- Défaite : 1 point
- Forfait : 0 point

|    | Équipe                                       | Pts | J  | G  | N | P  | Bp  | Bc  | Diff |
| -- | -------------------------------------------- | --- | -- | -- | - | -- | --- | --- | ---- |
| 1  | Espérance sportive de Tunis (T, C)           | 66  | 22 | 22 | 0 | 0  | 399 | 238 | 161  |
| 2  | Club africain                                | 54  | 22 | 16 | 0 | 6  | 346 | 235 | 111  |
| 3  | Jeunesse sportive omranienne (P)             | 44  | 22 | 9  | 4 | 9  | 287 | 271 | 16   |
| 4  | Club sportif de Hammam Lif                   | 43  | 22 | 10 | 1 | 11 | 300 | 299 | 1    |
| 5  | Zitouna Sports                               | 43  | 22 | 9  | 3 | 10 | 254 | 254 | 0    |
| 6  | Association sportive d'Hammamet              | 43  | 22 | 9  | 3 | 10 | 313 | 328 | -15  |
| 7  | Sogitex sportif de Moknine                   | 42  | 22 | 7  | 6 | 9  | 254 | 272 | -18  |
| 8  | Stade nabeulien                              | 41  | 22 | 9  | 1 | 12 | 260 | 265 | -5   |
| 9  | Association sportive des PTT                 | 39  | 22 | 6  | 5 | 11 | 268 | 265 | 3    |
| 10 | Association sportive de handball de l'Ariana | 39  | 22 | 7  | 3 | 12 | 244 | 325 | -81  |
| 9  | Club olympique des transports                | 38  | 22 | 6  | 4 | 12 | 283 | 355 | -72  |
| 12 | Widad Montfleury Diffusion                   | 36  | 22 | 5  | 4 | 13 | 250 | 291 | -41  |

|  | Champion de Tunisie 1973-1974                                                                |
|  | Relégation directe en deuxième division                                                      |
|  | (T) Tenant du titre (C) Vainqueur de la coupe de Tunisie (P) Club promu de deuxième division |

### Meilleurs buteurs
Le classement élaboré par le journal Le Sport a établi la liste suivante :
- Mounir Jelili (EST) : 131
- Fawzi Sbabti (EST) : 110
- Habib Khedhira (ASH) : 100
- Noureddine Jemaâ (SN) : 86
- Hédi Ayari (ASA) : 80
- Mongi Mankaï (ASH) : 75
- Mohamed Yaâcoubi (COT) : 74
- Tahar Boulaâres (JSO) : 73
- Slim Messaoud (SSM) : 72
- Habib Ammar (ZS) : 71
- Ridha Zitoun (ASPTT) : 70
- Ali Belhaj Hmida (CSHL) : 69
- Mohamed Ghalloum (EST) : 68

### Deuxième division
Les deux poules de la deuxième division sont remportées par la Sogitex Ben Arous et El Makarem de Mahdia qui accèdent pour la première fois en division nationale. 

#### Polu Nord
| Classement | Équipe                         | Points |
| ---------- | ------------------------------ | ------ |
| 1          | Sogitex Ben Arous              | 38     |
| 2          | Club athlétique du gaz         | 34     |
| 3          | Club sportif des cheminots     | 30     |
| 3          | Stade tunisien                 | 30     |
| 3          | El Baath sportif de Béni Khiar | 30     |
| 6          | Club athlétique bizertin       | 26     |
| 7          | Avenir sportif de Béja         | 21     |
| 8          | Avenir sportif de La Marsa     | 17     |

#### Poule Sud
| Classement | Équipe                                | Points |
| ---------- | ------------------------------------- | ------ |
| 1          | El Makarem de Mahdia                  | 36     |
| 2          | Union sportive des transports de Sfax | 32     |
| 3          | Étoile sportive du Sahel              | 30     |
| 4          | Club sportif sfaxien                  | 28     |
| 4          | Club sportif de Sakiet Ezzit          | 28     |
| 6          | Union sportive monastirienne          | 26     |
| 7          | Jeunesse sportive de Chihia           | 23     |
| 8          | El Gawafel sportives de Gafsa         | 13     |

### Troisième division
Les champions des trois poules de cette division sont :
- Tunis Universitaire Club
- Club sportif des municipaux
- Jeunesse sportive kairouanaise

## Champion
- Espérance sportive de Tunis
  - Entraîneur : Saïd Amara
  - Effectif : Moncef Besbes, Abderraouf Ayed et Ben Khelifa[Qui ?] (GB), Mounir Jelili, Hamadi Zoghlami, Fawzi Sbabti, Khaled Achour, Moncef Ben Othman, Naceur Jeljeli, Mohamed Soudani, Rachid Younsi, Abdelkrim Abbes, Habib Chemima, Fethi Jaafar, Othman Mâacha, Faouzi Khiari, Habib Ben Younes, Mohamed Galloum, Hachemi Razgallah[2]